# Livin' On a Prayer
"Livin' on a Prayer" er Bon Jovis anden single fra albummet Slippery When Wet. Det er deres mest kendte sang, og bliver af mange betragtet som en klassiker.
Jon Bon Jovi kunne ikke lide den originale udgave af sangen, og overvejede at skrotte den, men Richie Sambora fik ham overbevist om at det var en god sang, og i fællesskab omskrev de den. Den kom så med på deres album Slippery When Wet, og blev en kæmpe succes, og fik mange gode placeringer rundt om i verden på de forskellige hitlister.
I sangen bruger Richie Sambora for første gang sin Talkbox, som senere også bliver brugt i sangen It's My Life.

## Placeringer
Livin' On a Prayer blev bl.a. nummer et på flere amerikanske hitlister, nummer 3 i Australien og nummer 4 i Storbritannien. Det gør sangen til bandets bedst placerede sang nogensinde.

## Teksten
Sangen handler om et fattigt par, Tommy og Gina, som kæmper for at få deres forhold til at hænge sammen.
| Citat | Gina dreams of running away, when she cries in the night, Tommy whispers: Baby it's okay, someday | Citat |
|       |                                                                                                   |       |